# Müden (Örtze)

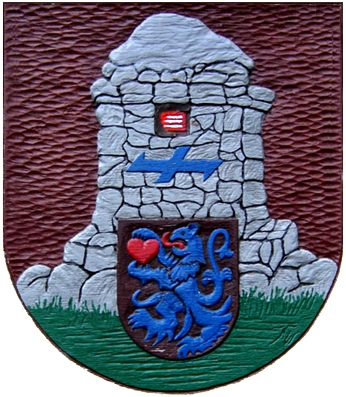
Stema localității

Müden este o localitate cu 2.220 loc. ce aparține de comuna Faßberg. Ea este amplasată   în Parcul natural Südheide din landul Saxonia Inferioară, Germania. Este un loc frecvent vizitată de turiști care sosesc prin orașele mari Hamburg, Bremen și Hannover. Localitatea este situată la 60 km nord de Lüneburg, 30 km vest de Soltau, 45 km est de Uelzen și 32 km sud de Celle. In localitatea Müden este confluența râurilor  
Wietze și Örtze.